# Togaviridae
Togaviridae sunt o familie de viruși , ce cuprinde genurile:
- Alphavirus cu reprezentanții: virusul Sindbis , virusul estic al encefalitei equine, virusul vestic al encefalitei equine, virusul venezuelean al encefalitei equine, virusul Ross River, virusul O'nyong'nyong.
- Rubivirus:Virusul rubeolic

## Structură
Familia Togaviridae aparține grupei IV a clasificării Baltimore Genomul este liniar, neramificat, monocatenar, formta din 10.000-12.000 nucleotide.Capătul 5' este metilat, iar capătul 3' este adenosilat, servind drept matriță pentru ARNm.Anvelopa virală este prezentă , virusul are formă sferică, dimensiunile sale atingând circa 65-70 nm în diametru.Capsida virală are structură icosaedrică, formată din 240 monomeri. Număr de triangulație 4  Arhivat în 23 februarie 2006, la Wayback Machine..Receptorii de legare sunt necunoscuți, iar tropismul variază în funcție de natura glicoproteinelor ce formează  așa numiții "țepi", parte integrantă a structurii proteice.

### Replicarea virală
Proteinele non-structurale sunt codate de capătul 5’,formate în timpul translației.2 lanțuri de RNA  sunt translatate într-o poliproteina. care suferă ă reacție de autoclivare , dând naștere la 4 proteine non-structurale (NSP1- cu rol în metilarea ARN, NSP2- helicază și protează, NSP3-convertirea RNA-replicazei pentru formarea a încă unui lanț proteic, NSP4 -replicază) cu rol în viitoarea sinteză a ARN (a 2- fază a translației).Asamblarea proteinelor virale are loc la suprafața celulei țintă.Procesul de replicare este rapid , durata fiind de circa 4 ore.